# Wrony
Wrony é um filme de drama polonês de 1994 dirigido e escrito por Dorota Kędzierzawska. Foi selecionado como representante da Polônia à edição do Oscar 1995, organizada pela Academia de Artes e Ciências Cinematográficas.

## Elenco
- Karolina Ostrozna - Wrona
- Katarzyna Szczepanik - Malenstwo
- Malgorzata Hajewska - Matka Wrony
- Anna Prucnal - Nauczycielka
- Ewa Bukowska - Matka Malenstwa
- Krzysztof Grabarczyk - Ojciec Malenstwa
- Agnieszka Pilaszewska - Matka Piotrusia